# Jodłowa Góra (Góry Sokole)
Jodłowa Góra (368 m) – wzniesienie na Wyżynie Częstochowskiej po północnej stronie miejscowości Biskupice w województwie śląskim. Administracyjnie należy do miejscowości Olsztyn. Wzniesienie znajduje się w południowo-wschodniej części Sokolich Gór, już poza obrębem rezerwatu przyrody Sokole Góry.
Jodłową Górę porasta las z niewielkimi skałkami wapiennymi. Jej obrzeżem prowadzą 2 szlaki turystyczne.